# Christopher Aikman
Christopher Aikman, nacido en 1943, es un astrofísico canadiense que dedicó gran parte de su carrera (desde 1968 hasta 1997) al Dominion Astrophysical Observatory (DAO) en la localidad de Saanich, Columbia Británica, Canadá.
Al principio, sus investigaciones trataban sobre la espectroscopía de las estrellas de composición peculiar, cuya composición superficial varía sgnificativamente respecto a la del Sol, con el ánimo de entender el origen de sus anomalías. En 1991, pasó a dirigir un programa de seguimiento de asteroides cercanos a la Tierra (NEOs) con el histórico telescopio construido por John S. Plaskett, pero el proyecto fue cancelado en 1997.
Fue nombrado como representante canadiense en la fundación Spaceguard, un grupo que se ocupa de evaluar la amenaza de impacto de un asteroide sobre la Tierra. Como producto incidental de esta investigación fue el descubrimiento de cuatro asteroides entre 1994 y 1998 (como queda acreditado por el MPC).

## Descubrimientos
Entre el año 1994 y el 1998 ha descubierto 4 asteroides desde el Observatorio Astrofísico Dominion en Saanich (Canadá,, todos ellos con nombre definitivo.
| Asteroides descubiertos: 4 | Asteroides descubiertos: 4 | Asteroides descubiertos: 4 |
| -------------------------- | -------------------------- | -------------------------- |
| (7840) Hendrika            | 5 de octubre de 1994       | [ 6 ] [ 2 ]                |
| (10870) Gwendolen          | 25 de septiembre de 1996   | [ 7 ] [ 1 ]                |
| (24899) Dominiona          | 14 de enero de 1997        | [ 8 ] [ 9 ]                |
| (246913) Slocum            | 23 de septiembre de 1998   | [ 10 ]                     |

## Publicaciones
Entre otras, Aikman ha publicado los siguientes libros:
- Aikman, G.C.L.; Hilditch, R. W.; Younger, Frank. (1973). Observations of Nova IV Cephei 1971 (en inglés). Otawa: Dept. of Energy, Mines and Resources, Observatories Branch. Consultado el 29 de abril de 2017.

- Cowley, C. R.; Aikman, G.C.L. (1975). «Nuclear and nonnuclear abundance patterns in the manganese stars». Astrophysical publicación 196: 521-524. Bibcode:1975ApJ...196..521C. doi:10.1086/153432.

- Aikman, G.C.L. (1976). The spectroscopic binary characteristics of the mercury-manganese stars (en inglés). Victoria (Canadá): Dominion Astrophysical Observatory/National Research Council of Canada. Consultado el 29 de abril de 2017.

- Cowley, Charles R.; Aikman, G.C.L.; Hartoog, M. R. (1976). A survey of peculiar and metallic-lined A stars for the actinides (en inglés). Otawa: Dept. of Energy, Mines and Resources, Observatories Branch. Consultado el 29 de abril de 2017.

- Cowley, Charles R.; Aikman, G.C.L.; Fisher, Wesley A. (1977). A study of the uranium stars and related objects (en inglés). Victoria (Canadá): National Research Council of Canada. Consultado el 29 de abril de 2017.

- Aikman, G.C.L. (1991). DAO facilities manual (en inglés). Victoria (Canadá): Dominion Astrophysical Observatory. Consultado el 29 de abril de 2017.

- Aikman, G. C. L.; Hesser, J.E. (1998). «Annual Report of the Dominion Astrophysical Observatory». Bulletin of the American Astronomical Society 30 (1): 472-489. Bibcode:1998BAAS...30..472A.
- Aikman, G. Christopher L.; Balam, D.D.; Tatum, J.B. (1994). «Astrometric recovery and follow-up of near-Earth asteroids». Planetary and Space Science 42 (8): 611-621. Bibcode:1994P&SS...42..611T. doi:10.1016/0032-0633(94)90036-1.